# E mo zai shen bian
E mo zai shen bian (cinese tradizionale: 惡魔在身邊; cinese semplificato: 恶魔在身边; titolo internazionale: Devil Beside You) è un Drama taiwanese con protagonisti Mike He e Rainie Yang. La serie è un adattamento del manga giapponese Lui, il diavolo!, di Mitsuba Takanashi. Il drama è stato trasmesso su China Television (CTV) nel 2005, per un totale di 20 episodi.

## Cast
- Rainie Yang: Qi Yue
- Mike He: Jiang Meng
- Kingone Wang: Sang Yuan Yi
- Tsai Pei Lin: Qing Zi
- Ivy Fan Xiao Fan: Xin Li Xiang
- He Du Lin: Jiang You Hui
- Ge Wei Ru: Huang Xue Wei
- Masuyama Yuki: Yu Yang Ping
- Yuan Jun Hao: Guo Kai
- Figaro Ceng Shao Zong: Yuan Chuan Rang
- Katherine Wang Kai Di: Liu Mei Di
- Fu Xiao Yun: Xiao Cai
- Wu Zhong Tian: Tian Si Shen
- Wang Jian Min: Chui Ming
- Tang Qi: Nonna Jiang
- Meng Ting Li: Yuan Mei Jin
- Janel Tsai: Chuang Ya Lin

## Adattamento dal manga
Devil Beside You è basato su un manga di Mitsuba Takanashi conosciuto come Lui, il diavolo!, in lingua originale "Akuma de Sourou".

## Personaggi
- Qi Yue/Quinee: Qi Yue è una dolce e innocente studentessa del college del secondo anno, che vive con sua madre vedova. È molto timida e qualche volta goffa, ma ha un cuore leale e gentile che riesce a superare anche i momenti più difficili. Ha una cotta per il capitano della squadra di basket della scuola, Yuan Yi, ma la sua vita viene messa sottosopra dalla comparsa di Ahmon. Alla fine, la ragazza lascia perdere Yuan Yi ed inizia a sviluppare dei sentimenti per Ahmon. Si preoccupa costantemente di lui ed ha paura che la loro relazione venga scoperta. Qi Yue è anche una delle manager della squadra di basket. Sebbene le faccia male accettare che Jiang Meng diventerà il suo fratellastro, continua ad amare il ragazzo diavolo.
- Jiang Meng/Bryan: soprannominato Ah Meng ed Ahmon  dai suoi amici, è il figlio del preside della scuola. Al college è una matricola, ma ha già più potere degli insegnanti a causa della posizione ricoperta dal padre. Ahmon è considerato spaventoso da diverse persone, ed ha la fama di infastidire le ragazze, eppure è anche conosciuto come il "principe della seduzione". Nonostante il suo atteggiamento a scuola e la sua fama di "cattivo", Ahmon ha un lato gentile e spesso sta dalla parte del buono. Li Xiang ha una cotta per lui, che però non ricambia poiché prova dei sentimenti per Qi Yue. Sebbene la ragazza è la sua futura sorellastra, egli la ama davvero e si diverte a punzecchiarla. Egli sa che lei lo ama, ma diventa geloso quando viene a scoprire che ci sono altri ragazzi che le vanno dietro. Ahmon si unisce alla squadra di basket per rivaleggiare contro Yuan Yi. Ah Meng ha anche un fratello minore.
- Shang Yuan Yi/Louie: Yuan Yi è un ragazzo che frequenta la stessa classe di Qi Yue, viene scherzosamente soprannominato "Ah Yi" (che in cinese vuol dire "zietta") ed è il capitano della squadra di basket. Qi Yue inizialmente è innamorata di lui a causa della sua personalità gentile. Yuan Yi ricambia i suoi sentimenti e i due si mettono insieme. Tuttavia Qi Yue si innamora di Ahmon, e i due si lasciano poiché Qi Yue non vuole ingannare o tradire Yuan Yi. All'inizio il ragazzo è arrabbiato ed ostile verso Ahmon, ma presto i sentimenti negativi lasciano il posto ad un riscoperto amore verso Qing Zi. Dopo che quest'ultima lo bacia, Yuan Yi ammette di avere ancora dei sentimenti verso Qi Yue, ma di essere consapevole di non avere più alcuna possibilità con lei a causa di Ahmon.
- Qing Zi/Lizette: Qing Zi è la schietta migliore amica di Qi Yue. Lei e Xiao Cai la incoraggiano a dichiarare il suo amore a Yuan Yi, sebbene la stessa Qing Zi abbia una cotta per lui. Dopo che Qi Yue e Yuan Yi si lasciano, Qing Zi inizia ad uscire col ragazzo. Una dura prova per la loro relazione arriva quando Qing Zi si rende conto che Yuan Yi sta più tempo a giocare a basket che con lei. Sentendosi rigettata, la ragazza decide di incontrarsi con un tipo che aveva conosciuto su una chatroom in internet. Tuttavia, l'incontro si rivela negativo e i due finiscono per azzuffarsi; Yuan Yi arriva a salvarla invece di giocare una partita di basket, e così la loro relazione riprende. Quando il padre della ragazza cambia lavoro, la obbliga a trasferirsi con lui, portandola via dal suo mondo fatto di amici e Yuan Yi. Il ragazzo, pur di tenerla con lui, sfida suo padre che è un abile spadaccino.
- Xiao Cai: Xiao Cai è amica di Qi Yue e Qing Zi. Lei e Qing Zi sono state le uniche ad incoraggiare Qi Yue a confessare il suo amore a Yuan Yi. Diversamente da Qing Zi, Xiao Cai appare più tranquilla. Ha allertato Yuan Yi della scappatella di Qing Zi con lo sconosciuto, perché era preoccupata per l'incolumità dell'amica.
- Yuan Chuan Rang/Allan: soprannominato Ah Rang, è il fratello minore di Ah Meng. Il padre dei ragazzi tenta disperatamente di scordarsi di lui, nominando Ah Meng successore della sua compagnia. Ah Rang segue e pedina Qi Yue ovunque lei vada, tentando di obbligarla a stare con lui fino a minacciarla. Egli vuole rovinare il nome di Ah Meng, mettendo sia lui che la ragazza in vari pericoli. Più tardi si lascia addolcire da Qi Yue, che si sente dispiaciuta per lui. Si viene a scoprire che, in realtà, Ah Rang tenta di imitare il fratello e lo guarda come un eroe. Quando ha provato ad agire come lui, Ah Rang è stato malmenato e preso in giro a scuola; in seguito a ciò, Ahmon gli ha insegnato a proteggersi e a combattere i bulli. Quando i loro genitori hanno divorziato, la madre ha scelto di allevare Ah Rang piuttosto che Ahmon, ed è per questo che il maggiore invidia il minore, causando indifferenza e freddezza tra i due fratelli. Ah Rang viene spesso aiutato dall'assistente del preside della scuola, che è innamorato di sua madre sebbene la donna non ricambi i sentimenti. Quando i ragazzi erano piccoli, Ah Meng aveva accidentalmente spinto Ah Rang contro un vaso che, rompendosi, gli aveva tagliato vari punti sul collo; per questa ragione, il ragazzo è molto debole di salute ed è soggetto a collassi improvvisi. Dopo un finto attacco, Ah Rang ed Ah Meng si riavvicinano e riappacificano.
- Meidi/Nikki: una ragazza che viene salvata da Ahmon da un incidente stradale, poiché aveva perso gli occhiali per strada. Meidi all'inizio non ha una buona impressione di lui poiché le ha rotto gli occhiali, ma più tardi si innamora di lui. Per coincidenza, la nonna di Ahmon organizza un matrimonio tra lui e Meidi per cercare di rompere la relazione tra il ragazzo e Qi Yue. Meidi è viziata poiché tutti pensano che è molto carina e innocente, e le fanno complimenti per il suo aspetto. Ahmon è l'unico, eccetto la brusca Li Xiang, che non le dà sempre quello che vuole, ed a ciò si associa il motivo per cui la ragazza lo ama tanto. Meidi è anemica ed ha una dipendenza per il cioccolato, in special modo per i Ferrero Rocher, per questo ne porta sempre una scatolina in borsa. Dona cioccolatini alle persone quando vuole ringraziarle per la loro gentilezza.
- Li Xiang/Tricia: durante le scuole superiori, era una ragazza incivile ed arrogante, che odiava tutte le ragazze nella sua classe. Ogni volta che veniva presa in giro, Ahmon la proteggeva e per questo Li Xiang sviluppò dei sentimenti per lui, chiamandolo "principe". Farebbe ogni cosa per attirare l'attenzione di Ahmon, perfino pagare delle ragazze per picchiarla e fare in modo che Ahmon arrivi a salvarla. Realizza solo più tardi che questo non è il modo giusto per far innamorare un ragazzo. Yang Ping ha una cotta per lei, ed alla fine lei inizia a ricambiare i suoi sentimenti e ad uscire con lui.
- Yang Ping/Junjun: Yang Ping è il migliore amico di Ahmon, che lo supporta sempre. Veniva preso in giro dall'insegnante di  basket della scuola media perché era sovrappeso e non riusciva a giocare bene. Ahmon è sempre stato molto protettivo nei suoi confronti, quasi il suo difensore. Yang Ping nutre dei sentimenti verso Li Xiang, nonostante lei abbia una cotta per Ahmon. Successivamente Li Xiang inizia a provare dei sentimenti per lui, e i due iniziano ad uscire insieme.
- Ahsen: la prima cotta di Qi Yue. Egli era uno studente del padre della ragazza, prima di studiare all'estero per qualche tempo. Una volta tornato, Ahsen è diventato supplente nella scuola della ragazza per un breve periodo, oltre che allenatore della squadra di basket. Nonostante abbia una ragazza, nutre dei sentimenti anche per Qi Yue. Appena scopre che Qi Yue non è più la ragazzina che egli pensava di conoscere e che ha una relazione con Ahmon, prova a tornare dalla sua precedente fidanzata.

## Trama
La storia inizia con il piano di Qi Yue per confessare al capitano della squadra di basket, Yuan Yi, che le piace. Scrive una lettera d'amore, ma con molta noncuranza fa la sua confessione alla persona sbagliata, ossia il "diavolo" della scuola, Ah Meng (matricola del primo anno). La ragazza rimane così imbarazzata vedendo il volto di Ah Meng, che lascia cadere la lettera ai suoi piedi e scappa via. Quando Ah Meng legge la lettera, divertito, decide di prendere un po' in giro Qi Yue. La minaccia di stampare un migliaio di copie della lettera e di attaccarle a scuola, in modo che tutti sappiano che Yuan Yi le piace. Per fare in modo di fermare Ah Meng, Qi Yue accetta di diventare il suo fattorino.
Quando Qi Yue si stanca delle prese in giro di Ah Meng, decide di confessare di nuovo il suo amore a Yuan Yi, in modo da non avere più paura di un'eventuale esposizione della lettera da parte di Ah Meng. Con immensa sorpresa di Qi Yue, Yuan Yi ricambia i suoi sentimenti. Nell'istante in cui Qi Yue si rende conto che il suo patto con il "diavolo" è finito, riceve un'altra cattiva notizia: sua madre si sposerà con il preside della scuola, che per coincidenza è il padre di Ah Meng; i due diventeranno, quindi, fratellastri.
La lettera d'amore di Qi Yue viene affissa alla bacheca della scuola, e la ragazza pensa erroneamente che sia opera di Ah Meng. I due si confrontano, ed il ragazzo spiega che c'è stata un'incomprensione, Qi Yue gli chiede quindi scusa e lo prega di darle uno schiaffo per farla sentire meglio; Ah Meng, invece, la bacia. Per coincidenza Yuan Yi vede il loro bacio ed inizia una discussione, nella quale Ah Meng urla a Yuan Yi che vuole Qi Yue per lui. Dopo che Yuan Yi corre via in preda all'ira, Qi Yue inizia a piangere e scappa via in lacrime, lasciando Ah Meng con un profondo senso di colpa.
Yuan Yi si pente di non aver creduto alle parole di Qi Yue, e ritorna da lei chiedendole di uscire. Qi Yue accetta felicemente, e durante il loro primo appuntamento i due incontrano ancora Ah Meng, con il quale Qi Yue ha un diverbio.
Tornata a casa dall'appuntamento, Qi Yue sviene nella vasca da bagno e viene salvata dal padre di Ah Meng. Egli la porta a casa sua per prendersi cura di lei, poiché sua madre è in viaggio. Ah Meng e Qi Yue si ritrovano così a condividere la stessa casa. Vedendo che il ragazzo si è fatto male ad una mano, si offre di pulirgli e disinfettargli la ferita. Seduta sul letto di Ah Meng per le cure, si accorge che il ragazzo la sta guardando intensamente e ciò le fa battere il cuore.
Quando Qi Yue si sveglia, si ritrova nel letto di Ah Meng; apparentemente entrambi si sono addormentati per sbaglio, ed il padre del ragazzo l'ha portata nel letto del figlio.
Qi Yue si accorge finalmente che la persona che le piace è Ah Meng, e decide di dire la verità a Yuan Yi. La ritroviamo di sera che piange da sola in un parco giochi, soffrendo per aver fatto del male a Yuan Yi. Ah Meng la trova e la conforta, dandole un passaggio con la bici. I due hanno un piccolo incidente e cadono in strada, pur senza farsi male. Tuttavia, Qi Yue chiede al ragazzo come mai è sempre così pericoloso stare con lui, ed egli risponde che, sebbene non sia capace di fermare i pericoli, la proteggerà come possibile. Dopodiché la bacia appassionatamente sul lato della strada.
I due iniziano così ad avere una storia, ma a causa del fatto che saranno presto fratellastri, sono costretti a tenere la loro relazione all'oscuro da tutti, eccetto alcuni dei loro migliori amici.
Il migliore amico di Ah Meng, Yang Ping, è innamorato di Li Xiang e non sopporta di vederla depressa a causa della relazione tra Ah Meng e Qi Yue. Decide quindi di sbarazzarsi di Qi Yue, in modo che Ah Meng possa stare con Li Xiang e renderla felice. Sul tetto della scuola, tende un agguato a Qi Yue per ucciderla. Nel frattempo, Li Xiang racconta esitando il piano di Yang Ping ad Ah Meng, il quale corre a salvare la sua amata, finendo per colpire il suo migliore amico. Dopo aver portato la ragazza a casa, Ah Meng ascolta la confessione di Qi Yue, che gli dice che lo ama.
Un giorno, arriva in classe di Qi Yue un bel ragazzo dall'aspetto dolce, e confessa che le piace la ragazza. Qi Yue e tutta la classe sono scioccati dalla confessione del ragazzo, che inoltre dice a Qi Yue di portare al suo fidanzato il messaggio che egli la vuole per sé. Il nome del misterioso giovane è Ah Rang.
Casualmente Yuan Yi racconta l'accaduto ad Ah Meng, che corre via in preda all'ira. Quella stessa sera, egli dice a Qi Yue che nessuno è più convinto di lui del suo amore, e che lei appartiene solo a lui. Qi Yue sorride della sua gelosia.
In seguito, Qi Yue va a cercare Ah Rang nella Scuola Superiore Da Zhi e viene a scoprire che egli è il fratello minore di Ah Meng. Yuan Yi dice all'amico dove è andata Qi Yue, ed Ah Meng corre a cercarla. Quando egli vede Ah Rang e la ragazza insieme, spinge il fratello a terra ed afferra il braccio della ragazza, portandola via. In realtà, Ah Rang non ha in mente alcun male, la sua sola intenzione è quella di attirare l'attenzione del fratello, poiché egli cerca disperatamente il suo affetto. Discutendo con Ah Meng, Ah Rang ha un attacco d'asma e viene portato dal fratello in ospedale. Lì i due fratelli si riappacificano, ma Qi Yue sviene in ospedale. Tornati a casa, Ah Meng rimprovera Qi Yue per essersi stancata troppo e non essersi presa cura di sé, affaticandosi. Tuttavia, il fatto che egli si preoccupi per lei rende Qi Yue felice.
La nonna di Ah Meng sospetta che suo nipote e Qi Yue stiano uscendo insieme, e decide di conseguenza di organizzare un matrimonio combinato tra Ah Meng e una ragazza ricca, Mei Di. Nello stesso momento, riappare come supplente nella scuola il primo amore di Qi Yue, Ah Sen, causando gelosia ed insicurezza in Ah Meng. Ah Meng respinge Mei Di, che se ne va augurando felicità a lui e Qi Yue. Similmente, Qi Yue dice ad Ah Sen di essere innamorata di Ah Meng, ed egli torna dalla sua ragazza.
In seguito a quest'avventura, Ah Meng e Qi Yue approfittano del fatto che i loro genitori sono fuori città per andare a visitare la tomba del padre di Qi Yue. I due incappano in una tempesta e scoprono che le ferrovie sono bloccate, Ah Meng decide quindi di prenotare una stanza in un hotel. Qi Yue, però, non sopporta la tensione e riesce a tornare a casa, dove trova sua madre che l'aspetta. Finalmente le confessa che lei ed Ah Meng stanno insieme. La madre della ragazza decide di trasferirsi, poiché la relazione dei due ragazzi potrebbe rivelarsi un problema per la famiglia, tuttavia sviene e si viene a scoprire che è incinta. Alla fine, i due genitori decidono di supportare la storia d'amore dei loro figli, e di continuare la propria.
Quando sembra che le cose stiano andando di nuovo bene, ricompare la madre di Ah Meng, che lo invita ad andare con lei in Italia per continuare i suoi studi. Ah Meng accetta, ma Qi Yue ha il cuore spezzato. I due si ritrovano nel parco giochi, dove Ah Meng dice a Qi Yue che può uscire con altre persone mentre lui è via, ma lui continuerà ad amare solo lei. I due si abbracciano, e decidono insieme di avere la loro "prima volta". Pochi giorni più tardi, li vediamo mentre partecipano al matrimonio dei loro genitori.
Più tardi quello stesso anno, durante le vacanze di Natale, Qi Yue esce fuori casa per prendere un pezzo per l'albero di Natale che le aveva dato Ah Meng l'anno precedente. Mentre si trova fuori casa, viene afferrata e bendata da qualcuno, gettata nel baule di un'auto e portata in un altro luogo. Subito, però, si scopre che è uno scherzo organizzato dagli amici di Ah Meng. Quando Qi Yue si toglie la benda, si ritrova di fronte ad Ah Meng, che le dice che è tornato per restare e la bacia.

## Colonna sonora
- Yue Liang Dai Biao Wo De Xin (月亮代表我的心) The Moon Represents My Heart - David Tao
- Set Me Free - Huang YiDa
- Yi Miao De An Wei (一秒的安慰) A Moment's Consolation - Huang YiDa
- CHOU NAN REN - Huang Yi Da
- Li Xiang Qing Ren (理想情人) Ideal Lover - Rainie Yang
- Ai Mei - Rainie Yang
- An Rao Siao - XL
- Mei Li De Hway Yi (versione corale) - XL